# Фондовая биржа Осло
Фондовая биржа Осло — главный рынок торговли акциями норвежских компаний. Расположена в Осло, Норвегия. Полностью на электронные торги биржа перешла в 1999 году.
Является самой маленькой скандинавской биржей. Основанная в 1819 году как рынок иностранной валюты, она позднее была товарной биржей, а торговля ценными бумагами началась в 1881 году. Фондовые биржи в Бергене и Тронхейме в Норвегии являются филиалами фондовой биржи Осло. Последняя торгует акциями, облигациями, финансовыми опционами и считается норвежским рынком опционов. В листинге преобладают энергетические компании. Общий индекс цен фондовой биржи Осло составляют 50 акций. Все торги проводятся электронным способом и сделки оплачиваются в течение максимум 7 дней. Торговля ведётся с 8:30 до 16:30 с понедельника по пятницу.

## Фондовые индексы
- OBX — является главным индексом на бирже Осло. Включает в себя 25 самых ликвидных акций.
- OSEAX — индекс включает в себя все акции, котирующиеся на бирже.